# حكومة إيرهارد الثانية
أدت حكومة إيرهارد الثانية بقيادة المستشار لودفيغ إيرهارد اليمين في 26 تشرين الأول 1965 وأرست مهامها في 30 تشرين الثاني 1966. وتشكلت الحكومة بعد انتخابات عام 1965. كلفت بمزاولة العمل كحكومة تصريف أعمال حتى 1 كانون الأول 1966، لتشكل بعدها حكومة كيزينغر.

## وصلات خارجية
- مجلس الوزراء الألماني  (بالإنجليزية)
- الوزارات الاتحادية في ألمانيا (بالإنجليزية)